# Grias haughtii
Grias haughtii là một loài thực vật linhin thuộc họ Lecythidaceae.
Loài này chỉ có ở Colombia trong các khu rừng vùng đất thấp không ngập nước .